# B.T. Express
B.T. Express är en amerikansk funk och disco-grupp bildad 1973 i New York.
Gruppen slog igenom 1974 med sitt debutalbum där hitsen "Do It (Til You're Satisfied)" och "Express" ingick. Gruppen fortsatte under 1970-talet att släppa hits. De var mer populära på discoklubbarna än på listorna. Gruppens sista stora hit blev "Give Up the Funk (Let's Dance)" som de släppte 1980. 1981 upplöstes gruppen.
En annan känd låt var "Does It Feel Good (To You)", som den brittiska musikgruppen Phats & Small gjorde en cover på 1999.

## Diskografi
- Do It ('Til You're Satisfied) (1974)
- Non Stop (1975)
- Energy to Burn (1976)
- Function at the Junction (1977)
- Shout! (1978)
- B.T. Express 1980 (1980)